# Plecoglossus altivelis
L'ayu (アユ, 鮎, 年魚, 香魚; Plecoglossus altivelis (Temminck e Schlegel, 1846)) è l'unica specie della famiglia dei Plecoglossidi (Plecoglossidae). È un osmeriforme molto particolare che vive in Giappone e zone vicine dell'Asia dove ha grande importanza economica; in Giappone è noto come «pesce dolce» a causa del sapore dolce delle sue carni o anche come «pesce di un anno» (年魚?), per via della durata del suo ciclo vitale. L'ayu è il pesce simbolo della prefettura di Gunma.

## Descrizione
Raggiunge una lunghezza massima di 30–40 cm. Ha corpo bruno-oliva con una macchia giallo-pallido sul fianco. La pinna dorsale è ampia e, come le altre pinne, ha tinta rossastra. Quando questi colori, specialmente i toni rossi, si fanno più vivi nella stagione dell'accoppiamento, il nome giapponese del pesce cambia da ayu a sabi, che significa «arrugginito». Contrariamente a ciò che avviene nei soli maschi di molti Salmonidi che a maturità sviluppano un mascellare inferiore uncinato, in questa specie entrambi i sessi si coprono di verruche nella stagione dell'accoppiamento. La fauce superiore del maschio si accorcia e la pinna anale della femmina si estende; questi cambiamenti cominciano ad apparire durante l'estate: la riproduzione avverrà d'autunno.

## Biologia

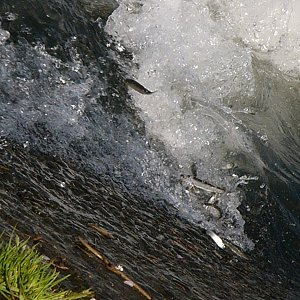
Alcuni ayu risalgono uno stramazzo del fiume Chofu.

Raggiunge la maturità nelle zone superiori del corso dei fiumi e, a differenza di altri Osmeriformi, si muove secondo corrente verso il mare per accoppiarsi.

### Riproduzione
Poco si sa circa il suo comportamento di riproduzione. Vengono prodotte circa 20.000 uova vischiose che si schiudono in circa 3 settimane, secondo la temperatura. Le larve stanno nel fiume finché toccano i 2,5 cm di lunghezza, quindi si muovono verso il mare.
Questa migrazione delle larve verso il mare è parte di una interessante strategia di sopravvivenza. Se i giovani stessero nel fiume, essendo state le uova deposte d'autunno, essi dovrebbero sopportare il freddo e competere con giovani più grossi delle specie che si riproducono in primavera (come di solito sarebbe la regola). Ma, come si sa, d'inverno nel mare la temperatura è più costante e mite di quella del fiume e il cibo è più abbondante. Nel giovane ayu, inoltre, si è sviluppato un meccanismo fisiologico (osmotico) che gli consente di superare benissimo lo shock del trasferimento dall'acqua dolce all'acqua marina. Tutto ciò, per ora, è solo un'ipotesi; non si hanno infatti le prove di come tale meccanismo funzioni. Durante l'inverno, gli ayu si cibano di zooplancton e di piccoli crostacei; in primavera, quando rientrano nell'acqua dolce, sono cresciuti fino a circa 8 cm di lunghezza: a questo punto riprendono a migrare un'altra volta risalendo la corrente in grossi banchi. È in questo momento che vengono catturati a migliaia e immessi in laghetti di allevamento per facilitarne la rapida crescita e quindi la possibilità di disporre in tempo breve di una fonte di cibo facilmente accessibile. I pesci che sfuggono alla cattura continuano il loro viaggio fino alle zone più alte del corso del fiume là dove esso è rapido e dove ogni esemplare potrà stabilire un suo territorio fra le rocce e i sassi. Qui si cibano di diatomee e di alghe fino all'estate o all'autunno, quando torneranno indietro col favore della corrente per accoppiarsi e procreare. L'ayu è un pesce annuale perché quasi tutti gli adulti muoiono dopo la riproduzione. I pochi adulti che sopravvivono (una piccolissima percentuale) trascorrono l'inverno nel mare e ripetono il ciclo.

### Alimentazione

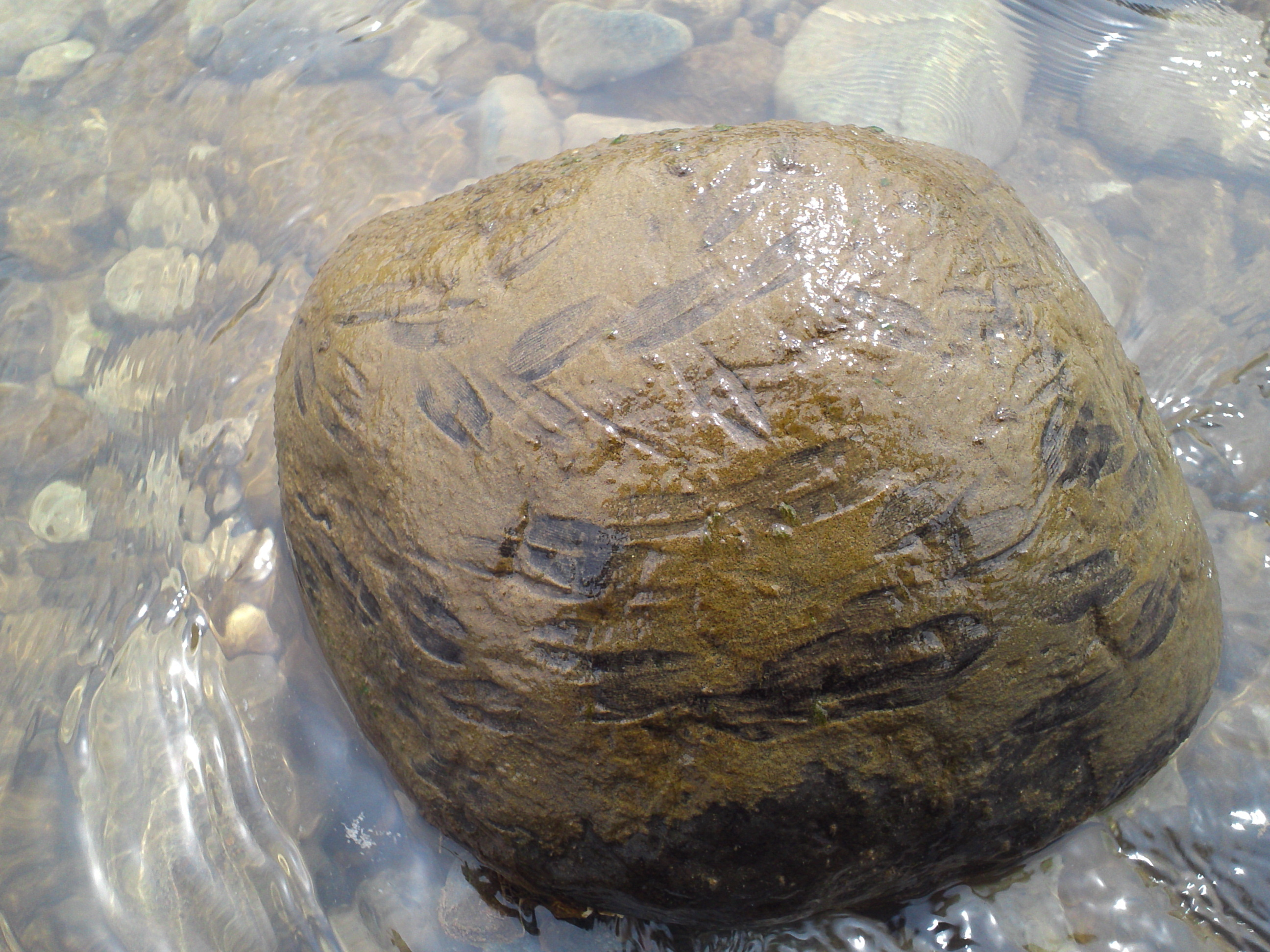
Segni del consumo di diatomee da parte degli ayu su un sasso.

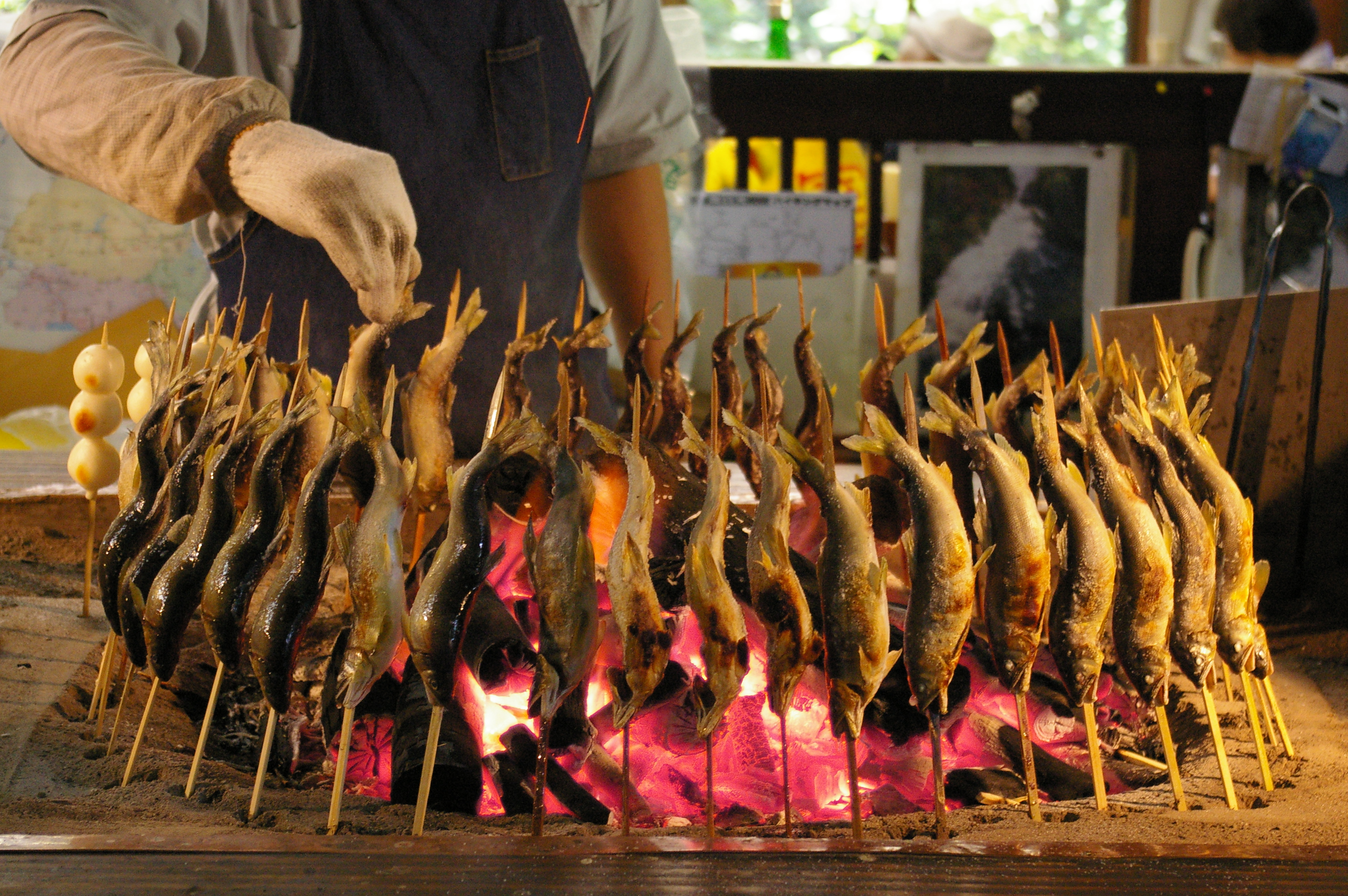
Ayu grigliati col sale in Giappone.

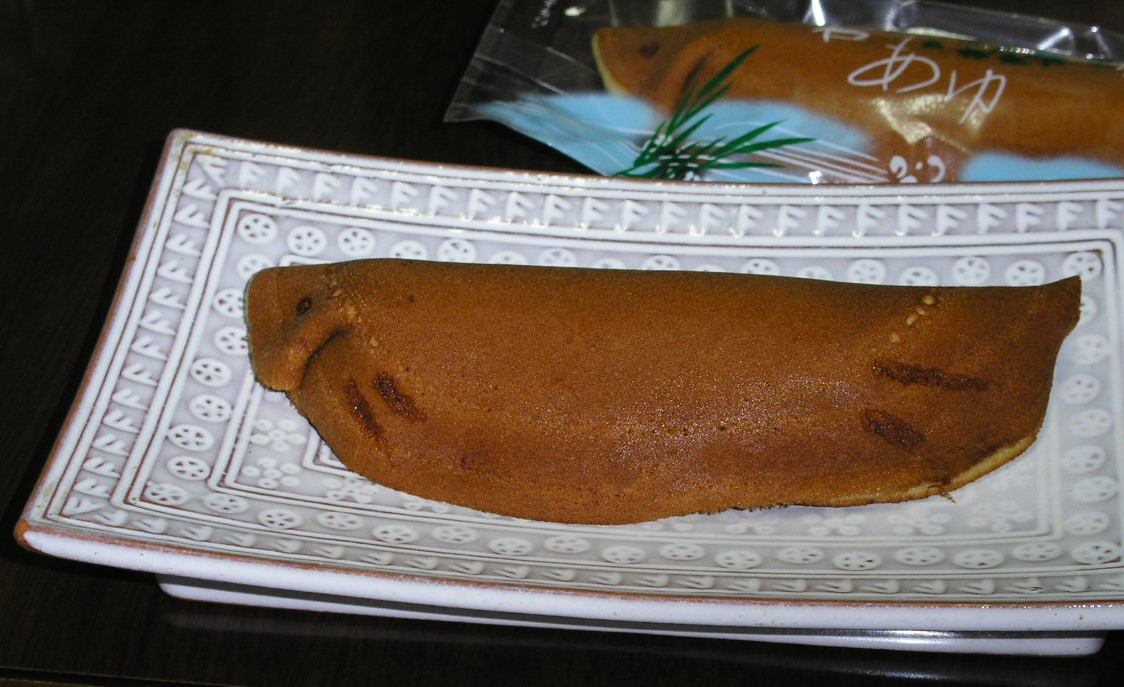
Un wakaayu.

In concomitanza col cambiamento di dieta da giovane ad adulto e con lo spostamento dall'acqua salata all'acqua dolce, anche i denti vengono completamente cambiati. Nel mare l'ayu ha dieta tipica da osmeriforme: usando i suoi denti conici afferra i piccoli crostacei e altri invertebrati; gli adulti invece si cibano di alghe e hanno denti larghi e seghettati raggruppati a formare una struttura a pettine. Strano anche il fatto che i denti siano inseriti all'estremo dell'apertura boccale.
Questi denti a pettine sono semplicemente appoggiati nella cute della mascella e spuntano, sostituendosi ai denti conici, quando i pesci si trasferiscono nell'acqua dolce. Ogni dente a pettine consiste di 20-30 singoli denti, ognuno dei quali ha forma di ramoscello slargato in senso trasversale. I «pettini» della mascella superiore e quelli della mascella inferiore sono giustapposti all'esterno della bocca anche quando essa è chiusa. Ogni mascella inferiore, inoltre, reca anteriormente un prolungamento osseo appuntito che si alloggia in una scanalatura corrispondente della mascella superiore. Sulla linea centrale del pavimento boccale vi è poi una membrana, bassa sul davanti ma più alta dietro dove si biforca in due rami. Ogni ramo si ripiega su se stesso, per riportarsi verso l'avanti decorrendo parallelamente ai lati delle mascelle sempre con altezza decrescente. Una serie di muscoletti collega questo dispositivo con un osso mediano nelle fessure branchiali. Si sa che gli ayu adulti mangiano le alghe, ma in che modo? Segni di raschiamento notati sui sassi coperti dalle alghe nel territorio degli ayu fanno ritenere che essi siano dovuti all'opera dei denti a pettine, poiché tuttavia questi denti sono posti all'esterno della bocca, le alghe strappate dalle rocce hanno più probabilità di essere trascinate via dall'acqua che non di essere mangiate. E ancora: per lasciare questi segni di raschiamento sarebbe necessario che il pesce giacesse sul fianco, manovra alquanto improbabile in una corrente rapida. Si pensa che l'ayu si nutra per filtrazione in modo analogo a quello delle balene. La parte terminale del muso dell'ayu è carnosa e leggermente sporgente sulla mascella superiore. Dietro al muso e davanti alla mascella superiore, c'è una serie di otto piccoli dentelli conici mentre in bocca, pendente dal palato, c'è una complessa serie di strutture filamentose che si appoggiano, quando la bocca è chiusa, ad altrettanti alloggi del pavimento boccale. Probabilmente mentre l'ayu contrasta la corrente aggrappandosi alle rocce, contemporaneamente strappa via con i suoi dentelli conici le alghe, che vengono poi portate in bocca. Questo comportamento dà una spiegazione ragionevole ai segni di raschiamento lasciati dal pesce sulle rocce; inoltre va detto che essendo provvisto di una bocca tanto grande e di fauci così dilatabili, l'ayu, almeno in via teorica, dovrebbe essere capace di compiere tale manovra. Una volta che è piena di alghe, la bocca può venire finalmente chiusa; anzi, i vari dispositivi di cui essa è dotata assicurano una chiusura davvero ermetica. A bocca chiusa, entrano in gioco i muscoli che, contraendosi, avvicinano il pavimento boccale al palato e spremono fuori l'acqua. Le particelle di alghe restano intrappolate dalle frange pendenti e possono essere inghiottite: come ciò avvenga non è noto. È stata la forma dei denti a far pensare che essi abbiano una funzione di filtraggio: se però ciò dovesse risultare falso, allora dovremmo trovare un'altra spiegazione per giustificare la presenza di queste strutture così peculiari e così evolute. In realtà, c'è ancora da fare molto lavoro di ricerca su questa specie strana e commercialmente importante.

## Distribuzione e habitat
La specie ha una distribuzione nord-pacifica occidentale, ed è stata segnalata in acque costiere nella fascia di territorio che dal litorale occidentale di Hokkaidō (in Giappone) si estende verso sud fino alla penisola coreana, a Taiwan, alla Cina e al nord del Vietnam. Una particolare popolazione, talvolta considerata una sottospecie a parte (P. a. ryukyuensis), abita le isole Ryūkyū.
In Cina, la specie è presente unicamente in acque costiere, nel mar Cinese Orientale e nel mar Cinese Meridionale, nonché in alcuni torrenti montani dell'entroterra della provincia dello Zhejiang, da dove i giovani si dirigono verso il mare in agosto o settembre. È stata introdotta anche in zone del Paese distanti dal suo areale come specie da acquacoltura.

## Tassonomia
Sebbene attualmente la specie venga considerata monotipica, taluni autori ne riconoscono due sottospecie:
- P. a. altivelis (Temminck e Schlegel, 1846);
- P. a. ryukyuensis Nishida, 1988.

## Pesca
L'ayu viene catturato soprattutto con la tecnica della pesca con la mosca, utilizzando una nassa e un'esca chiamata ayu-no-tomozuri in Giappone. Quest'ultima è costituita da un ayu vivo attaccato a un amo, che inizierà a nuotare una volta messo in acqua. Trattandosi di una specie territoriale, il pesce selvatico, ingannato dall'esca, la attaccherà e verrà catturato con la nassa.
Alcuni pescatori giapponesi praticano anche la tradizionale pesca con il cormorano (鵜飼, ukai). Lungo il fiume Nagara, nei pressi di Gifu, tale tradizione risale a più di 1300 anni fa; i maestri pescatori (鵜匠, ushō) utilizzano a tale scopo degli umi-u (ウミウ, «cormorani di mare»; Phalacrocorax capillatus, il cormorano giapponese) addestrati a questo compito, e lo spettacolo della stagione di pesca (da maggio a ottobre) attira visitatori dal mondo intero. Gli uccelli catturano gli ayu, li immagazzinano nel gozzo e li riportano ai pescatori. Tale pratica, tuttavia, costituisce attualmente più un'attrazione turistica che un metodo di pesca.
L'ayu viene anche pescato commercialmente in grandi quantità, e gli avannotti vengono allevati in acquacoltura per essere rilasciati nei fiumi a scopo di pesca.

## Uso alimentare
L'ayu è un pesce commestibile che viene mangiato in tutto l'Estremo Oriente. Le sue carni hanno un gusto particolare, dolciastro, «con un sapore misto di melone e di cetriolo» secondo alcuni. È un pesce pregiato, spesso consumato in Giappone nei giorni di festa, ad esempio durante i Matsuri. In questo Paese, viene mangiato soprattutto grigliato in spiedini posti su un fuoco o dei carboni ardenti.
L'ayugashi, o wakaayu, è un wagashi (dolce) a forma di ayu, molto apprezzato all'inizio dell'estate, costituito da una cialda piena di gyūhi grigliato sulla quale vengono impressi con un ferro rovente la testa e gli occhi di un ayu; ne esistono anche delle varianti congelate.